# Ron Santo
Ronald Edward Santo (Seattle, 25 febbraio 1940 – Scottsdale, 3 dicembre 2010) è stato un giocatore di baseball statunitense che ha giocato nel ruolo di terza base nella Major League Baseball (MLB). È stato introdotto nella National Baseball Hall of Fame nel 2012.

## Carriera
Santo giocò per quasi tutta la carriera con i Chicago Cubs dal 1960 al 1973, tranne un'ultima stagione con i Chicago White Sox nel 1974. Fu convocato per 9 All-Star Game, guidando la National League (NL) in tripli una volta, in basi su ball quattro volte e in percentuale di arrivo in base due volte. Ebbe una media battuta di almeno .300  e batté almeno 30 fuoricampo quattro volte ed è l'unico terza base della storia della MLB con 8 stagioni consecutive in cui batté più di 90 punti battuti a casa (RBI) (1963–70). Santo tra i terza è secondo solo a Eddie Mathews in media bombardieri (.464), mentre è terzo in basi su ball (1.108), in RBI (1.331) e in basi totali (3.779).
Per le sue prestazioni in difesa, Santo vinse 5 Guanti d'oro consecutivi. Guidò la NL total chances 8 volte, in gare, putout e assistenze 7 volte e in doppi giochi 6 volte. Dal 1966 al 1974 detenne il record della NL per assistenze in una stagione. Stabilì anche i primati della lega per assistenze in carriera (4.532), total chance (6.777) e doppi giochi (389) come terza base, tutti in seguito superati tra il 1986 e il 1988 da Mike Schmidt.
Santo ebbe successo malgrado soffrisse di diabete sin da quando era adolescente, una condizione che venne tenuta nascosta al grande pubblico fino al 1971. Alla fine essa richiese l'amputazione di parte di entrambe le gambe. A partire dal 1979, Santo fu testimonial per l'Associazione per la ricerca sul diabete giovanile che organizzò l'annuale "Ron Santo Walk to Cure Diabetes" a Chicago. Nel corso degli anni riuscì a raccogliere oltre 65 milioni di dollari per tale associazione che nel 2002 la premiò come "Person of the Year".

## Palmarès
- MLB All-Star: 9

1963–1966, 1968, 1969, 1971–1973
- Guanti d'oro: 5

1964–1968
- Numero 10 ritirato dai Chicago Cubs